# Папа Урбан VI
Папа Урбан VI (лат. Urbanus VI; рођен 1318. –умро у Риму, 23. октобра 1389) је био 202. папа од 16. априла 1378. до 15. октобра 1389.